# Burghfield
Burghfield är en by och en civil parish i West Berkshire i Storbritannien. Den ligger i grevskapet Berkshire och riksdelen England, i den södra delen av landet, 60 km väster om huvudstaden London. Orten har 5 955 invånare (2011). Byn nämndes i Domedagsboken (Domesday Book) år 1086, och kallades då Borgefel(le).